# Al-Nabi Rubin, Ramla

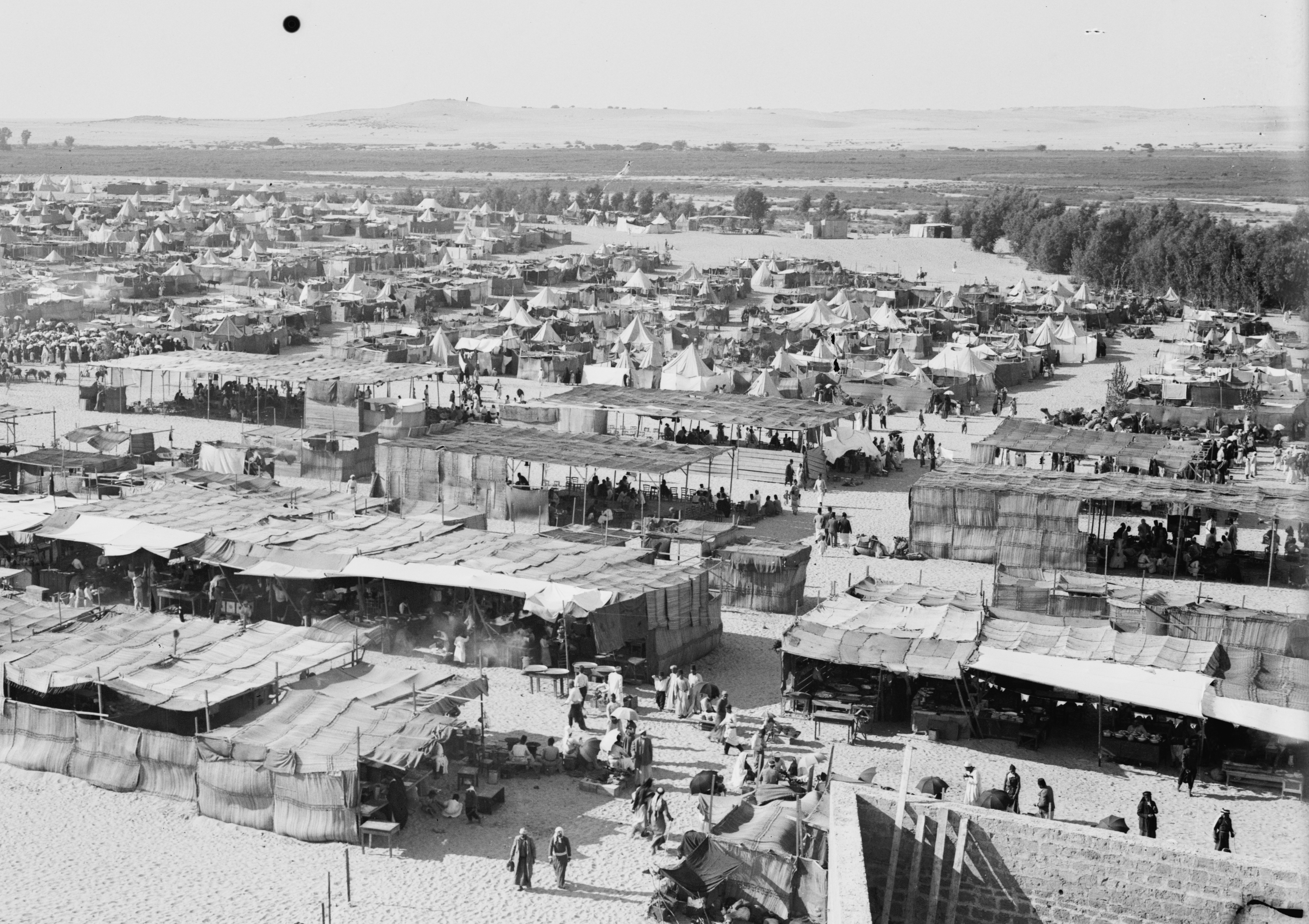
Al-Nabi Rubin, 1920-1933.

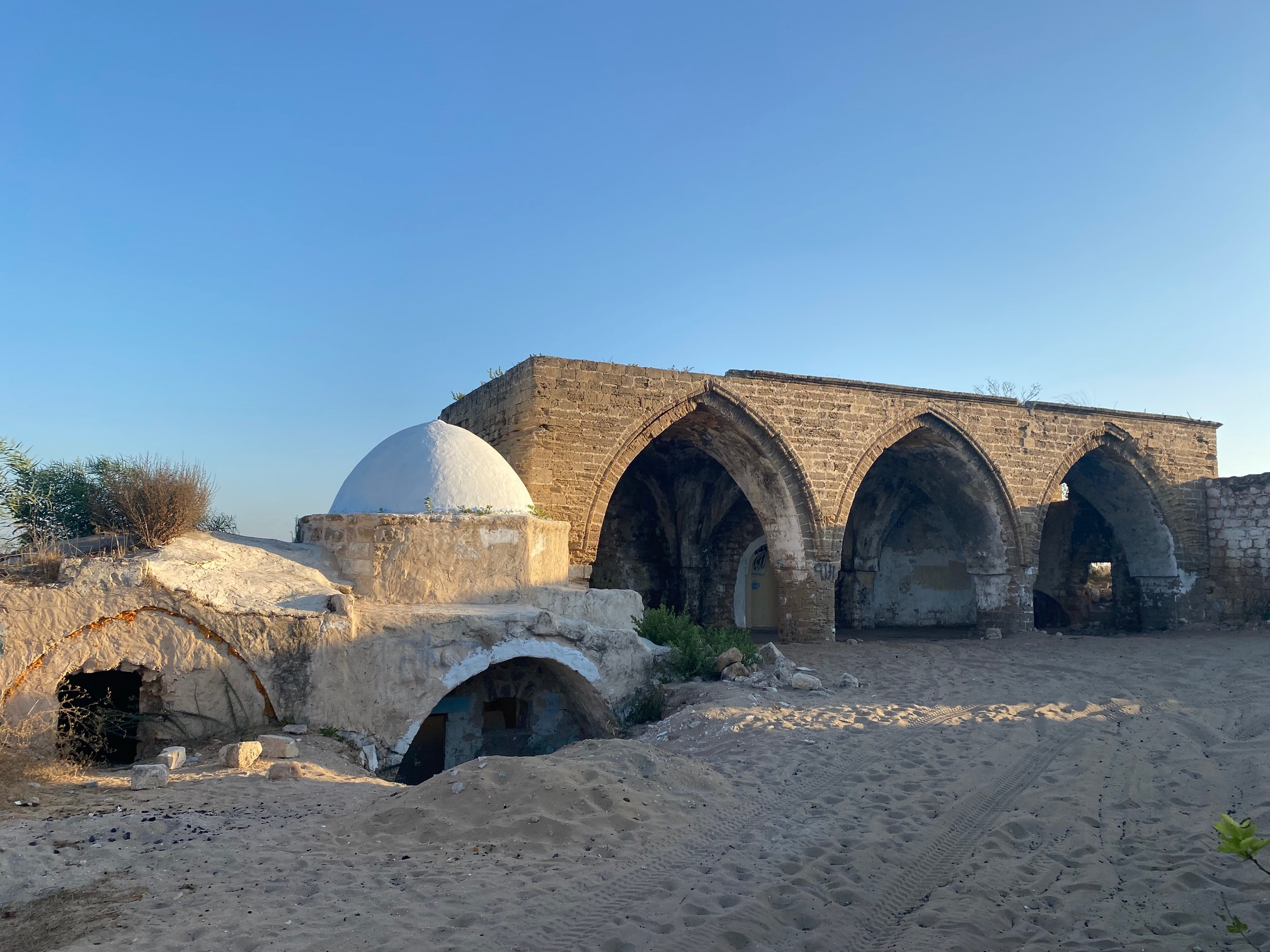
Nabi Rubin (2021)

Al-Nabi Rubin (ar: النبي روبين, translit: an-Nabî Rûbîn) var en palestinsk by 14,5 km väst om Ramla, strax nordost om Yibna och 18 km söder om Yafo. Byn var belägen på Wadi al-Sarars södra banker. Nabi Rubin är döpt efter ett heligt tempel i byn, en plats som muslimer menar är profeten Rubens grav. År 1945 hade byn 1 420 invånare och var 31 002 dunum till ytan, varv vilka 683 dunum var upplåtna till citronplantager utan byggnation. Byn avfolkades (enligt den israeliske historikern Benny Morris) i tre etapper av judiska trupper och israelisk militär i Operation rengöring som enligt militärordern gick ut på att "rensa de nyligen erövrade områdena", syftande på landvinningarna i 1948 års israelisk-arabiska krig. Nabu Rubin hade stort inflytande på palestinskt kulturliv, många festivaler var förlagda hit och här byggdes 1935 Palestinas första biograf.